# شامبينيتري
شامبينيتري (بالفرنسية: Champnétery)‏ هي إحدى بلديات مقاطعة فيين العليا في منطقة أقطانية الجديدة غرب فرنسا.